# Половой криз у новорождённых

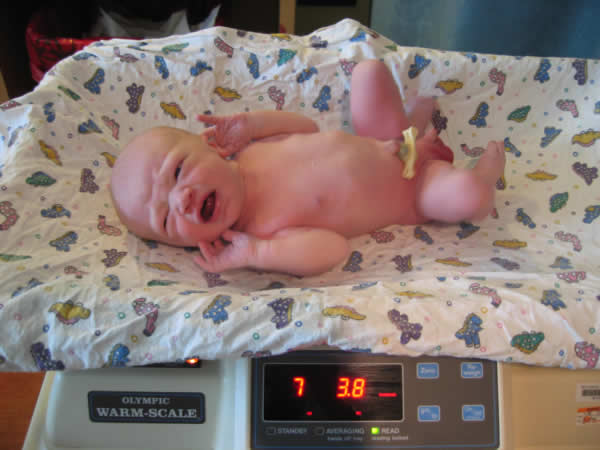
Новорождённый

Полово́й, или гормона́льный, криз — одно из переходных состояний, связанных с адаптацией ребёнка к жизни (окружающей действительности). Через это проходит до ¾ доношенных новорождённых, чаще встречается у девочек.

## Причина
Причиной возникновения гормонального криза является поступление большого количества эстрогенов (половых гормонов) из организма матери в организм ребенка перед его рождением и их активное выделение из организма ребенка в течение первой недели его жизни.
Проявления полового криза вовсе не означают, что здоровье у малыша недостаточно прочное, наоборот, врачи говорят о том, что яркое проявление кризиса сигнализирует о благополучном течении внутриутробного развития и хорошей адаптации малыша к жизни.

## Наиболее распространённые проявления полового криза новорождённых

### Физиологическая мастопатия
Она проявляется в основном у девочек. Происходит небольшое увеличение размеров молочных желёз на фоне кормления ребёнка грудью. К 7-8 дню оно достигает максимума, а в начале второго месяца жизни сходит на нет. Нагрубание молочных желёз у детей может приводить к небольшому покраснению кожи вокруг сосков. В отдельных случаях нагрубание сопровождается белёсыми выделениями, которые не следует выдавливать. Если отделяемое из молочных желёз становится обильным, следует обязательно показаться врачу.
Лечения это проявление полового криза не требует. Достаточно бережного отношения к области молочных желёз, чтобы не провоцировать раздражение кожи.

### Отёк наружных половых органов
10 % детей страдают припуханием наружных половых органов. У мальчиков может проявиться водянка яичек. Проходит без вмешательств через 2-3 недели. Этот симптом полового криза не принесёт вреда и через некоторое время бесследно исчезнет навсегда.

### Десквамативный вульвовагинит
Это заболевание проявляется у новорождённых девочек так же, как и у взрослых женщин — белёсыми слизистыми выделениями из половых органов. Встречается у 60—70 % девочек. Вульвовагинит у новорождённых продолжается несколько дней. Он может начаться ещё в роддоме. Для его лечения понадобятся только гигиенические процедуры, купание новорождённой. Не стоит пытаться смыть слизистые выделения, можно повредить слизистую оболочку.

### Метрорагия (микроменструация)
Это достаточно редкое проявление криза, оно встречается всего у 5—10 % девочек. Характеризуется тем, что у новорождённых девочек в течение пары дней могут быть кровянистые выделения из влагалища. Они микроскопические и длятся не более двух дней. Чаще всего это происходит в конце первой недели жизни ребёнка. Лечения данное проявление также не требует.

### Угри новорождённых
Милиум (белые угри) — это проявление можно наблюдать на лице некоторых малышей: на лбу и щеках появляются микроскопические белые точки, которые проходят к исходу второй недели жизни малыша. Уход за лицом в этот период рекомендуется такой же, как и в другое время — обычные гигиенические процедуры. Выдавливать и вскрывать милиумы нельзя.